# Blastobasis homadelpha
Blastobasis homadelpha là một loài bướm đêm thuộc họ Blastobasidae. Nó được tìm thấy ở Úc và Samoa.